# Podocarpus deflexus
Podocarpus deflexus — вид хвойних рослин родини подокарпових.

## Поширення, екологія
Країни поширення: Індонезія (Суматра); Малайзія (півострів Малайзія). Це невелике дерево локально панує в карликових гірських чагарниках на висотах між 1500 м і 2100 м над рівнем моря. Польові спостереження в Малайзії, здається, показують, що цей вид є однодомним, на відміну від більшості видів роду.

## Використання
Ніякі економічні застосування не зафіксовані для цього рідкісного виду.

## Загрози та охорона
Деградація середовища проживання, в основному в результаті спалювання в довколишніх районах, є головною загрозою. Ця проблема може виникнути тільки в популяції Суматри. Туристи можуть іноді викликати випадкові пожежі в посушливі періоди. Населення на Гунунг Тахан в Малайзії захищене в Національному парку Таман Негара; населення в провінції Ачех, Суматра знаходиться в заповіднику Гунунг Лезер.